# Iseu de Calcis
Iseu de Calcis (grec antic: Ἰσαῖος)  (Calcis, c. 420 aC - Atenes, c. 340 aC) fill de Diàgores fou un dels deu oradors àtics, considerat així pel cànon alexandrí. Va viure a la primera meitat del segle iv aC, i com a molt aviat a partir del 420 aC fins al 348 aC. Totes les fonts coincideixen que va florir (ἤκμασε) durant el període comprès entre la Guerra del Peloponès i l'ascensió de l'ascensió de Filip II de Macedònia, segons les Vitae Decem Oratorum del Pseudo Plutarc.

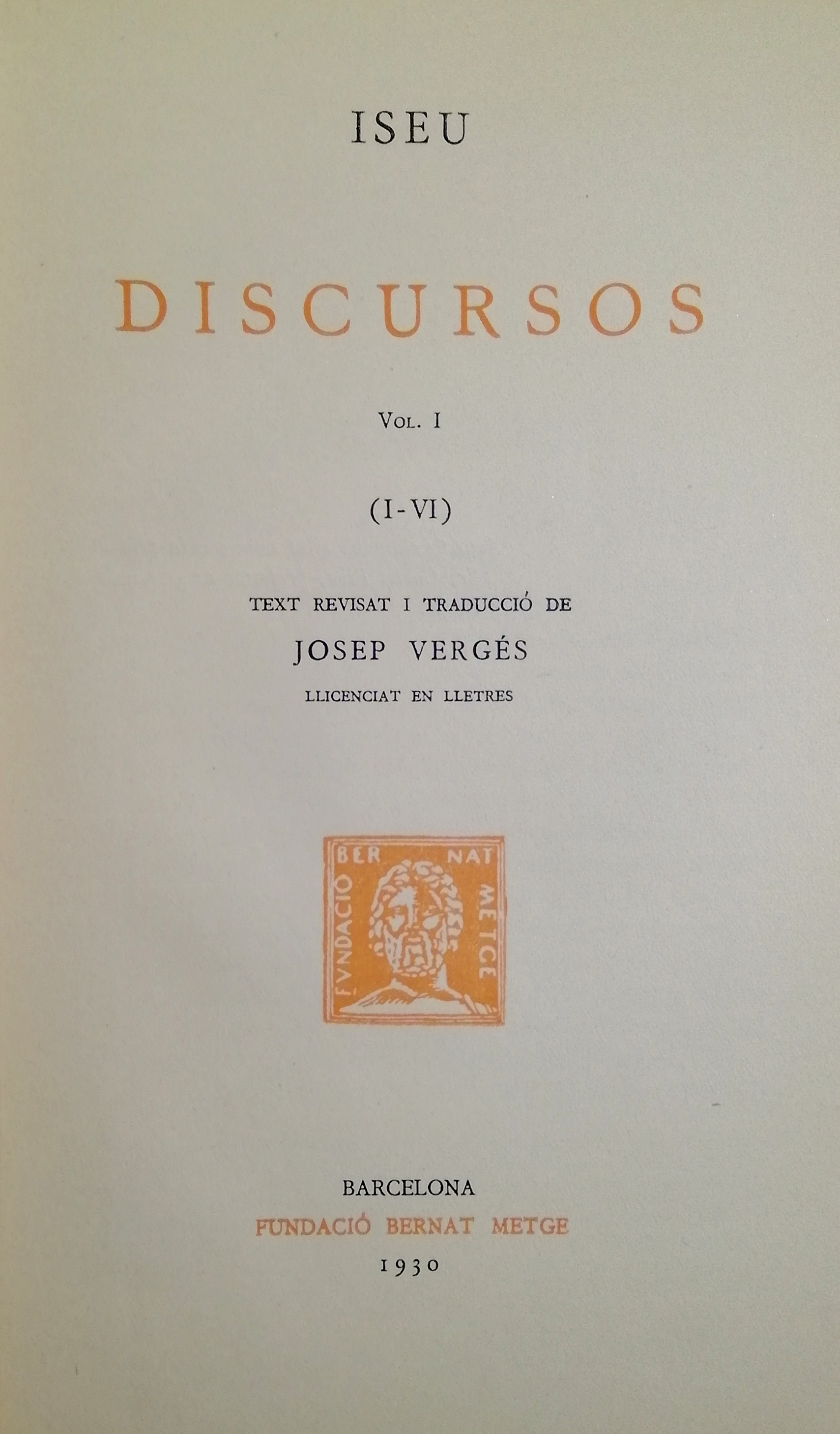
Discursos d'Iseu en la traducció grec/català, 98 pàgines dobles, publicada per la Col·lecció Fundació Bernat Metge l'any 1930

Va néixer a Calcis a Eubea, però de molt jove va anar a Atenes. El van instruir en oratòria Lísies i Isòcrates d'Atenes, segons Foci, i després es va dedicar a escriure discursos judicials per a altres i va crear una escola de retòrics a Atenes on hauria tingut com a deixeble a Demòstenes. Suides diu que el va ensenyar de manera gratuïta i Plutarc diu que va cobrar deu mil dracmes. Iseu va ajudar a Demòstenes a redactar els seus discursos contra els seus tutors. No es coneixen notícies de la seva vida.
A l'antiguitat hi havia 64 discursos amb el seu nom, però només uns 50 eren reconeguts com a autèntics segons Plutarc, i només se'n conserven onze, encara que es coneixen altres fragments i els títols de 56 que se li han atribuït. Les onze que es conserven tracten de disputes per herències, tema que sembla que Iseu coneixia molt bé. També va escriure un llibre sobre retòrica titulat ἰδίαι τέχναι que s'ha perdut, i que citen Plutarc i Dionís d'Halicarnàs.

## Traduccions catalanes
- Discursos, volum I. Sobre l'herència de: Cleònim, Mènecles, Pirros, Nicòstrat, Diceògenes i Filoctèmon. Traducció: Josep Vergés, 1930. Col·lecció Fundació Bernat Metge, n.48.
- Discursos, volum II. Sobre l'herència de: Apol·lodor, Ciró, Astífil, Aristarc, Hàgnias i Eufilet. Traducció: Josep Vergés, 1931. Col·lecció Fundació Bernat Metge, n.56.